# Pont de la Princesa

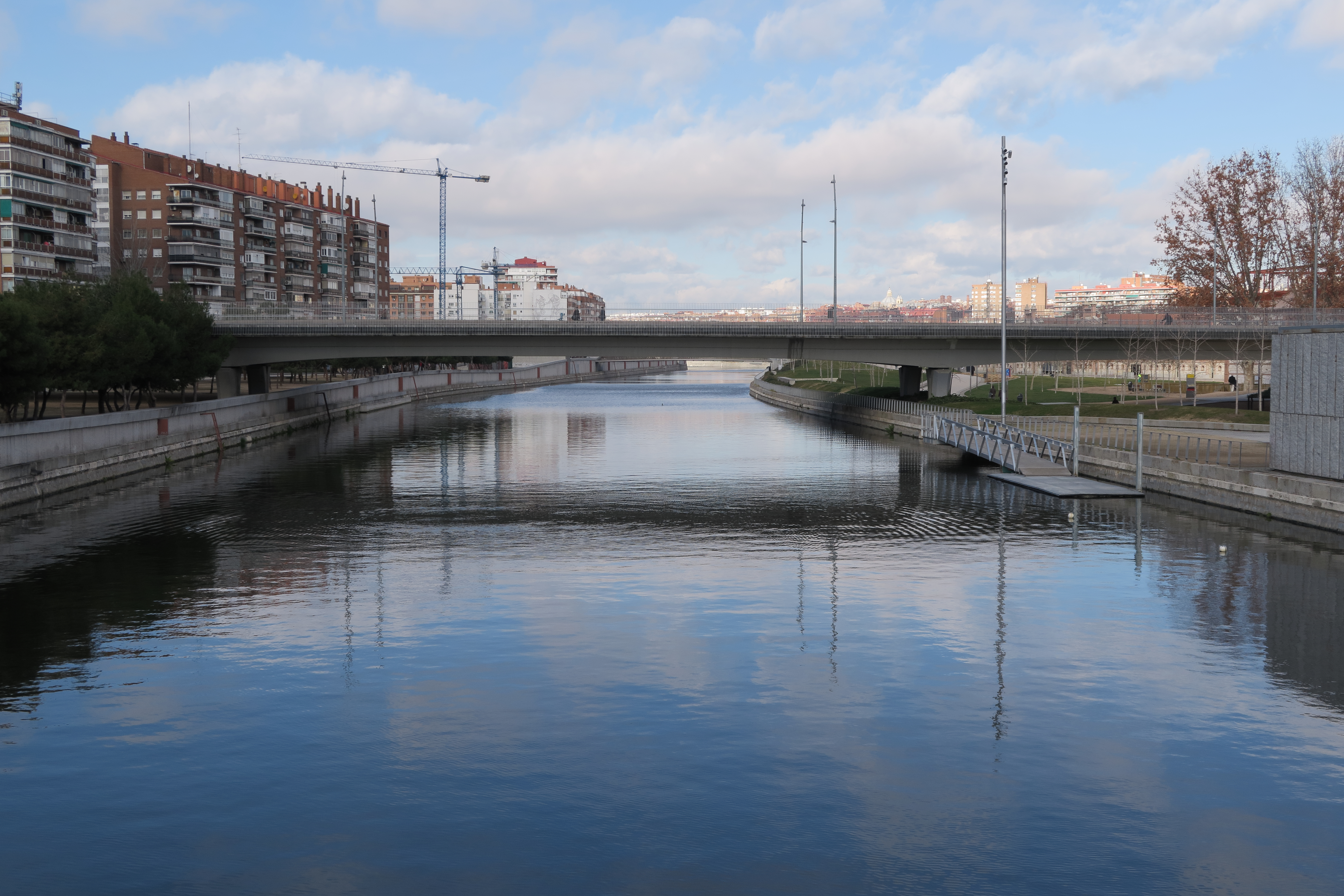
Pont de la Princesa, Legazpi

El pont de la Princesa, en castellà puente de la Princesa, (també denominat pont d'Andalusia o pont de Legazpi) és un pont situat sobre el riu Manzanares a l'altura de la plaça de Legazpi, en Madrid.

## Història
Abans de la construcció del pont, existia en aquest lloc un gual, denominat de Santa Catalina, per on era possible travessar el riu Manzanares. S'accedia a ell des del final del passeig de les Delícies, creuant la devesa de Arganzuela. En 1901 es va començar a construir sobre el gual el nou pont de la Princesa, el quart no ferroviari que es construïa a la ciutat sobre el riu (després dels del Rei, Segòvia i Toledo), situat sobre el gual de Santa Catalina. El pont, fabricat en ferro, va ser inaugurat en 1909 pel rei Alfons XIII, enllaçant així el passeig de les Delícies amb la carretera de Madrid a Cadis.
En 1929 aquest pont va ser derrocat i substituït per un altre de formigó amb tres voltes parabòliques i 18 metres d'ample, segons projecte de l'enginyer Alberto Laffón y Soto. En 2006 el pont de formigó va ser derrocat, en el context de les obres de Madrid Rio, i reemplaçat per una plataforma de formigó, amb dos punts de suport.

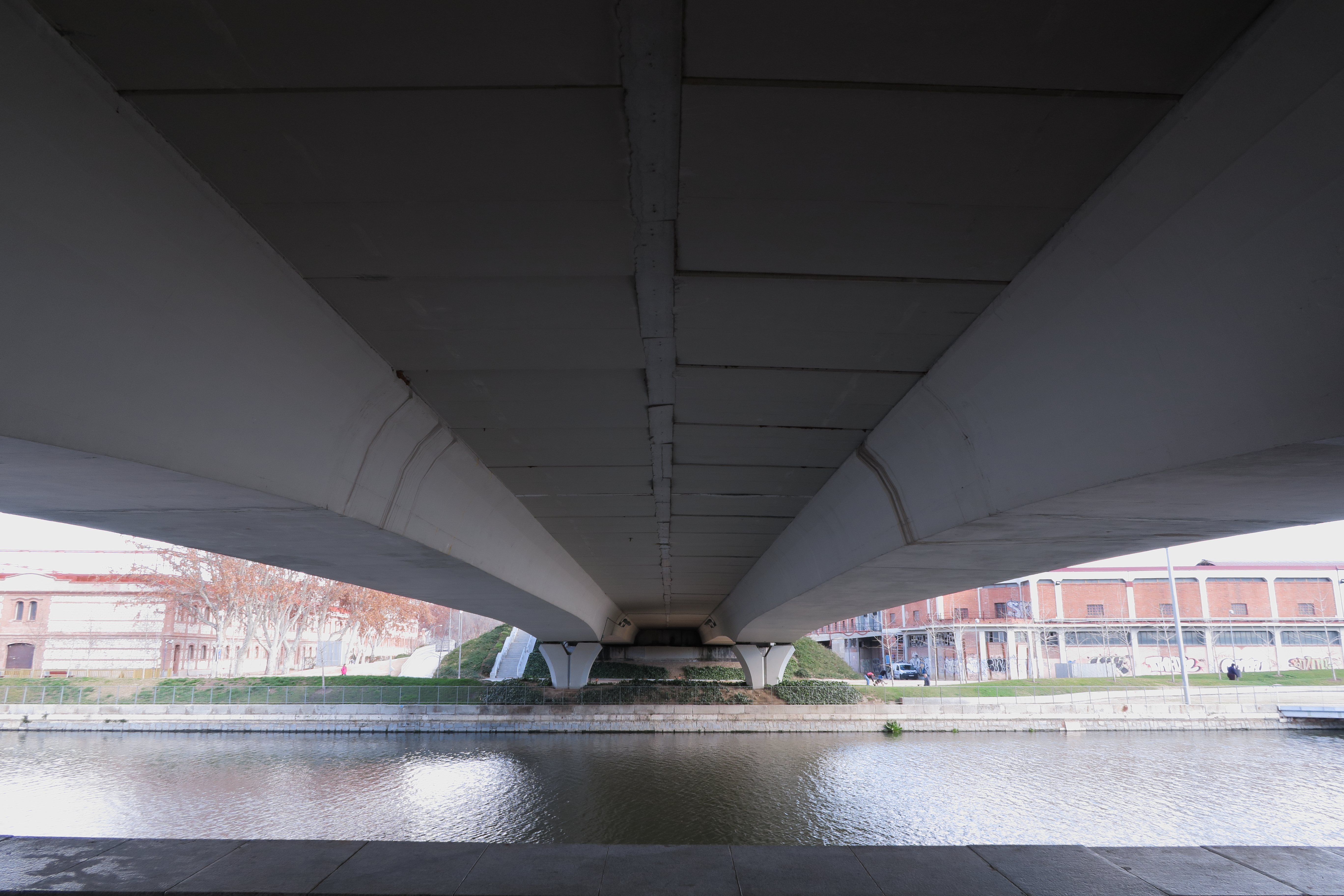
Detall estructural del Pont de la Princesa